# Županja (Croatie)
Pour les articles homonymes, voir Županja.
Županja est une ville et une municipalité située à l'est de la Slavonie, dans le comitat de Vukovar-Syrmie, en Croatie. Au recensement de 2001, la municipalité comptait 16 383 habitants, dont 96,45 % de Croates et la ville seule comptait 13 775 habitants.

## Géographie
La ville de Županja est située à l'est de la Croatie, dans la région géographique et historique de Slavonie. La municipalité de Županja s'étend sur 88,94 km2, le long de la Save. Elle constitue le centre de la sous-région de la županjska Posavina.

## Histoire
Depuis le Traité de Karlowitz (1699) jusqu'en 1918, ZUPANJE fait partie de la monarchie autrichienne (empire d'Autriche), dans les confins militaires (7e Régiment en 1850) de la province de Croatie-Slavonie . Après le compromis austro-hongrois de 1867, elle est intégrée au Royaume de Croatie-Slavonie dans la Transleithanie, dépendant du Royaume de Hongrie. Un bureau de poste est ouvert en 1861.

## Localités
La municipalité de Županja compte deux localités, Županja et Štitar.

## Personnalités
- Srećko Albini, compositeur
- Ferdo Bačić, écrivain
- Ivo Balentović, écrivain
- Tea Brunschmidt, pianiste
- Zlatan Ćurić, compositeur, professeur de musique et espérantiste
- Ivan Degrel, musicien et auteur
- Ferdo Galović, poète
- Stjepan Gruber, historien
- Ivan Herman, peintre
- Ferdo Juzbašić, écrivain
- Josip Lochert, médecin
- Melita Lorković, pianiste
- Krešimir Nemec, professeur d'Université
- Suzana Nikolić, actrice
- Mladen Pozajić, compositeur, chef d'orchestre et professeur de musique
- Martin Robotić, écrivain et professeur
- David Schwarz, agriculteur et inventeur
- Viktor Sedeli, compositeur
- Rudolf Švagel-Lešić, sculpteur
- Krunoslav Tkalac, historien
- Stjepan Tomić, journaliste
- Mladen Vulić, acteur
- Indira Vladić Mujkić, chanteuse